# Paclín (departamento)
Paclín é um departamento da Argentina, localizado na província de Catamarca.